# Боза (Сардиния)
Боза (итал. Bosa) — город в Италии, расположен в области Сардиния, в провинции Ористано.
Население составляет 7 823 человека (30-6-2019), плотность населения составляет 61,11 чел./км². Занимает площадь 128,02 км². Почтовый индекс — 8013. Телефонный код — 0785.
Покровителями коммуны почитаются святой Эмилиан из Кальяри и святой Прим, празднование 28 мая.

## Демография
Динамика населения:

## Персоналии
- Фара, Джованни Франческо (1543—1591) — выдающийся сардинский историк, прозаик, географ, гуманист XVI века, священнослужитель, епископ Бозы. Доктор обоих прав. Считается «отцом истории Сардинии».

## Администрация коммуны
- Официальный сайт: https://web.archive.org/web/20090606145348/http://www.comune.bosa.nu.it/